# Čuvaj se senjske ruke
Čuvaj se senjske ruke je povijesni i politički roman koji je napisao August Šenoa. Roman je napisan i prvi put objavljen 1876. godine na hrvatskom jeziku. Temeljen je na povijesnim činjenicama i predstavlja sliku života grada Senja i njegove okolice u prvoj polovici 17. stoljeća unutar onodobne politične slike Habsburške Monarhije. U to vrijeme se vladajuća struja nije brinula za hrvatske krajeve ni hrvatski narod pa su ovi dijelovi i njegovo pučanstvo bili u strahu od osvajačkih pohoda Turaka i Mletaka koji su ova područja htjeli dovesti pod svoju vlast. No, u Senju su u to vrijeme živjeli Uskoci koji su svojom hrabrošću i nesebičnošću branili ove krajeve od napada i osiguravali mir njegovim stanovnicima.

## O djelu
Roman opisuje život i borbu Uskoka protiv Mletaka u prvoj polovici 17. stoljeća (točnije od godine 1600. do godine 1614.). U to je vrijeme grad Senj, u kome je i radnja ovoga romana smještena, pod austrijskom vlasti, a Uskoci su bili zaduženi braniti grad i njegovu okolicu od napada Turaka i Mletaka koji su njega i njegovu okolicu pokušavali cijelo vrijeme osvojiti i dovesti pod svoju vlast. Roman govori kako su Uskoci bili hrabri vitezovi i vojnici koji su se svim silama trudili obraniti ovaj kraj i njegov narod kako oni ne bi pali u sužanjstvo interesa drugih naroda koji su ih samo htjeli porobiti i iskoristiti.

## Sadržaj
Mletački gospodin Vittorio htio je oženiti šesnaestogodišnju Krčanku Dumu. Ona se tomu protivila i pobjegla van gdje je puhala bura. Gospodin Vittorio ju je lovio zajedno sa svojim arbanaškim vojnicima sve do rta. U tom trenutku dolazi junak Juriša Orlović sa svojom barkom te Duma skače njemu u ruke, a on počne veslati prema pučini. Ljutiti Vittorio počne vikati za njom a njegovi vojnici pucati, ali uzalud jer ju je Orlović već spasio.
Senj je bio pod austrijskom vladavinom. U to vrijeme uskoci su branili Jadransko more od Mlečana, dok su na kopnu branili austrijsku carevinu od Turaka. Bili su trn u oku Mlečanima koji su ih pokušali na prijevaru otjerati iz grada. Kako im iz Beča nisu davali plaću za njihovu vojnu službu, zapovjednik uskočkih postrojbi Danilo Barbo odlazi k novom biskupu Marku Antunu de Dominisu te od njega traži savjet.
Isti dan sastali su se u kuli senjskog kaštela carski komesar Andrija de Baunoch, biskup Markantun de Dominis, zapovjednik Danilo Barbo, Vuk Hreljanović, brkata ljudina i kaštelan senjski, Jerolim Srebrnjak, gradski notar i uskočki vojvode Juriša Orlović, Pavle Milovčić, Miša Radić, Gašo Stipanović i Ive Vlatković kako bi dogovorili slobodno kretanje morem između Paga i Istre, ali bez oružja i samo u svrhu trgovine. No u tom trenutku mletački brod potapa lađu punu žena i djece. Biskup ih je uspio smiriti i obećati da će uskoro moći mirno putovati i trgovati.
Nakon toga biskup potajno odlazi u Veneciju. Tamo se kod Veluta sastanu Rossi, Quirini, de Dominis i Rabata. Marieta Quirini je odredila Rabatu za vojnog zapovjednika Senja, a Rabata odredi Antonia svojim pobočnikom. Antonijev ujak redovnik Cipriano prisili ga da mu kaže što se dogodilo, što je on i učinio, te mu Cipriano naredi da ide u Senj i o tome obavijesti Senjane, ali i da će morati slušati samo njegove naredbe a ne Rabatu jer će inače biti obješen.
U Senj dođoše Klara, Martin i Đuro Daničić kako bi staricu, Klarinu baku Luciju pitali za dopuštenje da se ožene. Starica im da dopuštenje te poklanja Klari obiteljski zlatni križ.
Za dugačkim stolom refektorija u senjskom fratarskom samostanu sjedilo je vrlo živahno društvo. Odjednom uđe Cipriano i kaže kako je došao da im kaže da se Senju sprema zlo. Rekao je da ih je njihov pastir, Markantun,  izdao Mlečiću, te da ih namjerava rastjerati iz Senja u sve krajeve svijeta i iskorijeniti njihove lijepe šume, ubiti vojvode, uništiti brodove, oteti im glavu, blago, sablju, ime i domovinu.
Unatoč svemu nisu uspjeli spriječiti dolazak Rabate. Prije njegova dolaska, mnogi su Senjani pobjegli iz grada i skrivaju se u okolnim brdima pod vodstvom Juriše Orlovića. U Senju počinje Rabatin teror. Pretresaju se kuće, pogubljeni su mnogi ljudi kao i Martin Posedarić i plemić Marko Margitić, a neki su i izručivani mletačkim vlastima. Pošto je Vittoro u Rabatinoj tajnoj službi, smišlja osvetu Juriši Orloviću zbog Dume, koja se za njega udala i koju je Juriša sakrio u kuću Martina Posedarića. Izdajica i pijanac Bogdanić izdaje mjesto gdje se nalazi Dume, no neka joj žena javi da su otkriveni, te se ona zajedno s Jurišom sakrije tako da ih Vittoro iako je sve pretražio nije našao. Juriša ubija izdajicu i bježi iz Senja.
Rabata je uspio iseliti Senjane a pritom ih je de Dominis blagoslivljao, no narod ga je mrzio zbog njegove prijevare.
Barbo odlazi nadvojvodi Ferdinandu u Graz i sve mu razotkriva, a on obeća da će za ta djela biti kažnjeni.
Počinju se događati čudne stvari. Raseljeni uskoci se vraćaju s Orlovićem u grad gdje ga je Rabata zatvorio, no uskoci zajedno s Dumom i plemićem Pavlom Milovčićem provaljuju u tvrđavu i potišću otpor Antonia Capogrossa. Đuro Daničić oslobađa Jurišu. U okršaju je ubijen Antonio Capogrosso, koji se skrivao u dimnjaku i Rabata, te je njegova glava istaknuta nad vratima tvrđave. Jedino je de Dominis uspio pobjeći.
Godinu dana kasnije, Senjom je opet zavladao mir, a Klara Posedarić i mladi uskočki vojvoda Đuro Daničić sklapaju brak.
Markantun de Dominis postaje splitski nadbiskup i nije kažnjen, no 1614. biva izopćen iz crkve zbog rada protiv svoje vlastite vjere. Tako biva zajedno sa svojim knjigama spaljen na javnom trgu u Rimu.
Iako je Mletačka republika propala, a hrabri senjski vitezovi davno su nestali, ostala je pjesma o njihovom junaštvu što ju i danas prenose goli kamen i senjska bura: "Čuvaj se senjske ruke!"

## Zanimljivosti
- U strip adaptirao Andrija Maurović.[1]